# Remigius Valiulis
Remigius Valiulis (Vilna, Lituania, 20 de septiembre de 1958-19 de julio de 2023) fue un atleta lituano, que compitió con bandera soviética, especializado en la prueba de 4x400 m en la que llegó a ser campeón olímpico en 1980.

## Carrera deportiva
En los JJ. OO. de Moscú 1980 ganó la medalla de oro en los relevos 4x400 metros, con un tiempo de 3:01.08 segundos, por delante de Alemania del Este e Italia, siendo sus compañeros de equipo: Viktor Markin, Mikhail Linge y Nikolay Chernetskiy.